# Museo della scuola Paolo e Ornella Ricca
Il Museo della Scuola "Paolo e Ornella Ricca" è un museo universitario nato nel 2009 in seno al Dipartimento di Scienze della Formazione, dei Beni Culturali e del Turismo dell’Università degli Studi di Macerata e come diretta emanazione del Centro di documentazione e ricerca sulla storia del libro scolastico e della letteratura per l’infanzia fondato nello stesso Ateneo nel 2006. Il museo è stato ufficialmente inaugurato e aperto al pubblico nel giugno del 2012.

## Storia
Il museo nasce nel 2009 quando i coniugi Paolo e Ornella Ricca, originari di Cosenza, decidono di donare al Centro di documentazione e ricerca sulla storia del libro scolastico e della letteratura per l’infanzia dell'Università di Macerata l’ingente collezione di materiali scolastici che avevano raccolto per le iniziative culturali promosse dall’Associazione culturale «Il salotto verde», da loro fondata assieme a Raffaele Ricca. Dopo aver allestito nella città marchigiana due mostre di grande successo (la prima nel 2007, intitolata «Tra banchi e quaderni» e curata da Paolo Ricca, allestita presso gli Antichi Forni di Macerata; seguita nel 2009 dalla mostra «Tra i banchi di scuola. Vita scolastica italiana tra Otto e Novecento», curata da Roberto Sani e ospitata presso l’ex-Liceo classico di Civitanova Alta) i coniugi Ricca scelsero di donare all’Ateneo maceratese la propria raccolta in cambio dell’istituzione di un museo permanente e aperto al pubblico.
Il Museo della Scuola «Paolo e Ornella Ricca» - intitolato ai donatori - viene così istituito con Decreto Rettorale n. 1250 del 21 dicembre 2009 e, nel giugno 2012, viene inaugurato presso le aule del Dipartimento situate nei pressi del centro storico dove il museo è attualmente collocato. A quell'iniziale donazione hanno fatto seguito altre donazioni e acquisizioni che, dal 2009 ad oggi, hanno consentito al Museo di incrementare le proprie collezioni di diversi fondi librari, documentari e/o misti.
Dal 2014 il museo partecipa alla rilevazione annuale Indagine sui musei e le istituzioni similari dell’ISTAT e, a livello locale, partecipa alla rilevazione biennale della Regione Marche, Servizio sviluppo e valorizzazione delle Marche-Progetto “Museo diffuso”, nel cui portale è regolarmente censito. Dal 2018 il museo è censito anche nel Worldwide Database of University Museums and Collections curato dalla Commissione dell'ICOM dedicata ai musei e alle collezioni universitarie (UMAC-University Museums and Collections).

## Patrimonio
In quanto istituzione specializzata nella storia dell'educazione e della scuola italiana, il museo conserva e raccoglie le varie fonti, di tipo materiale e immateriale, che testimoniano la storia dell'istruzione scolastica in Italia dall’Ottocento fino agli anni ’70 del Novecento. Le collezioni si compongono di tre principali tipologie di materiali:
- materiali librari: manuali scolastici e libri di lettura, riviste magistrali, trattati di pedagogia, letteratura per l’infanzia e letture amene ed educative per la gioventù, riviste per ragazzi (come le collezioni complete del Giornale per i bambini di Ferdinando Martini, o de Il giornalino della Domenica fondato da Luigi Bertelli);

- fondi e materiali archivistici: archivi e materiali didattici di maestri (es.: maestra marchigiana Maria Riccini (1892-1975); maestra carpigiana Lidia Verrini (1926-2009); maestro marchigiano Giovanni Lucaroni (1891-1980); insegnanti Ines Fanna e Dante Broglio ecc.), archivi e fondi di pedagogisti (carteggio Giovanni Calò; emeroteca di Ernesto Codignola), archivi di associazioni magistrali (es.: fondo dell'A.N.E.B.-Associazione Nazionale Educatori Benemeriti), registri scolastici, diplomi, onorificenze ecc.;

- oggetti e materiali scolastici di vario genere: sussidi didattici (sussidi per l’insegnamento delle varie discipline scolastiche, tabelloni murali e carte geografiche, filmine didattiche ecc.), arredi e suppellettile varia dell’aula scolastica, materiali del “corredo dello scolaro” (quaderni e diari scolastici, albi di disegno e coloritura, cartelle e portamerende, lavagne, astucci, penne e pennini ecc.).